# NGC 2170
NGC 2170 је рефлексиона маглина у сазвежђу Једнорог која се налази на NGC листи објеката дубоког неба.
Деклинација објекта је - 6° 23' 53" а ректасцензија 6h 7m 31,3s. Привидна величина (магнитуда) објекта NGC 2170 износи 5,9. NGC 2170 је још познат и под ознакама LBN 994.